# Therese von Jacob

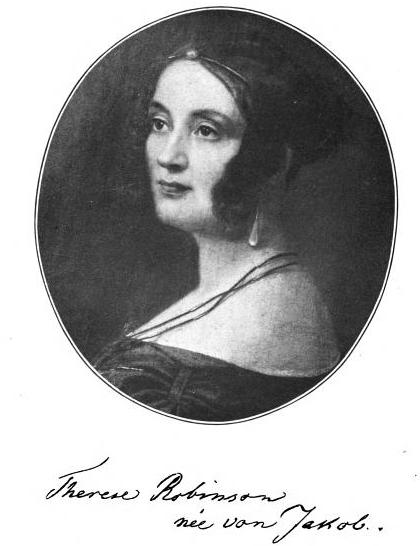
Therese Albertine Luise von Jacob

Therese Albertine Luise von Jacob, verheiratete Robinson (* 26. Januar 1797 in Halle (Saale); † 13. April 1870 in Hamburg) war eine deutsche Schriftstellerin, Volksliedforscherin und Slawistin. Unter den Pseudonymen Talvj und Ernst Berthold veröffentlichte sie belletristische und wissenschaftliche Werke in englischer und deutscher Sprache. Bekannt wurde sie als Herausgeberin und Übersetzerin der Volkslieder der Serben in zwei Bänden (1825–1826).

## Leben
Therese von Jacob war die Tochter des Staatswissenschaftlers Ludwig Heinrich von Jakob. Die Familie verließ 1806 Deutschland und ließ sich in Russland nieder, wo der Vater erst an der Universität Charkow und wenige Jahre später an der Universität Sankt Petersburg lehrte. In dieser Zeit genoss sie keine formale Ausbildung, hatte aber Zugang zur Universitätsbibliothek und las viel.
1816 kehrten die Jacobs nach Halle zurück. In den Folgejahren publizierte Therese erste Schriftstücke unter Pseudonymen. Durch den serbischen Philologen Vuk Stefanović Karadžić mit der Volkspoesie der Serben bekannt geworden, veröffentlichte Therese 1826, nach intensiven Sprach- und Geschichtsstudien seit 1823, eine vielbeachtete Sammlung serbischer Volkslieder. Das erstmals benutzte Autorenpseudonym Talvj (nach den Anfangsbuchstaben ihres Geburtsnamens) behielt sie auch später überwiegend bei.
Sie heiratete im August 1828 den amerikanischen Gelehrten und Palästinaforscher Edward Robinson, um diese Zeit starben allerdings auch ihre Eltern. Sie bereiste mit ihrem Mann die Schweiz, Italien und Frankreich. Das Paar lebte ab 1830 in den Vereinigten Staaten; zuerst in Andover, wo er seine Professur antrat. In dieser Zeit publizierte sie zunächst nichts, sondern vertiefte sich in das Studium indianischer Sprachen. Nach dem Umzug nach Boston 1833 übersetzte sie John Pickerings Werk über Indianersprachen. Sie schloss in Boston auch Bekanntschaft mit Karl Follen. 1837 wurde ihr Ehemann dann nach New York berufen.
Von 1837 bis 1839 hielt sie sich in Deutschland auf, während ihr Ehemann eine Palästina-Studienreise unternahm, dann erst richtete sich das Paar 1840 in New York ein. Dort verkehrten etwa George Bancroft, William Cullen Bryant, Bayard Taylor und Frederick Law Olmsted im Haus der Robinsons. Therese Robinson schloss auch mit Washington Irving Freundschaft.
Nach dem Tod ihres Mannes kehrte sie 1864 mit ihrer Tochter und ihrem Sohn ganz nach Deutschland zurück. Sie lebte unter anderem in Baden-Baden und blieb ab 1869 in Hamburg, wo ihr Sohn Eduard US-amerikanischer Konsul war.

## Werke (unter dem Verfassernamen Talvj)
- Volkslieder der Serben. Metrisch übersetzt und historisch eingeleitet von Talvj. 2 Bände (mit einer Zueignung An Göthe und einer kurzen Geschichte des untergegangenen serbischen Reiches). Leipzig / Halle 1835 (2. Auflage); Digitalisate von Band 1 und Band 2 bei Google Books
- Psyche. Ein Taschenbuch für das Jahr 1825, auch erschienen unter dem Titel Drei Erzählungen von Talvj. (Die Rache • ab S. 83: Menschliche Schwäche • ab S. 235: Verfehlte Bestimmung; vgl. Gesammelte Novellen, Band 1, 1874.) Halle 1825; Google Books
- Versuch einer geschichtlichen Charakteristik der Volkslieder germanischer Nationen mit einer Uebersicht der Lieder aussereuropäischer Völkerschaften. Leipzig 1840; archive.org.
- Die Unächtheit der Lieder Ossian’s und des Macphersonschen Ossian’s insbesondere. Leipzig 1840; Google Books
- Geschichte der Kolonisation von Neu-England. Von den ersten Niederlassungen daselbst im Jahre 1607 bis zur Einführung der Provinzialverfassung von Massachusetts im Jahre 1692. Leipzig 1847; Google Books
- Heloise, or The Unrevealed Secret. A Tale. New York 1850; Google Books
  - dt. Heloise. Eine Erzählung von Talvj. Leipzig 1852; Google Books
- Historical view of the languages and literature of the Slavic nations; with a sketch of their popular poetry. George P. Putnam, New-York, USA 1850; rastko.rs
- The Exiles. A Tale. New York 1853; archive.org.
  - dt. Die Auswanderer. Eine Erzählung. 2 Bände. Leipzig 1852 (Band 1: archive.org – Band 2: Google Books)
- Marie Barcoczy. Historischer Roman.[1] Aus dem Englischen von E. M. Drugulin. Verlags-Comptoir, Grimma / Leipzig 1852 (= Europäische Bibliothek der neuen belletristischen Literatur, Band 613 [Wikisource])
- Übersichtliches Handbuch einer Geschichte der slavischen Sprachen und Literatur. Nebst einer Skizze ihrer Volks-Poesie. Übersetzung aus dem Englischen und Vorwort von B. K. Brühl. Mit einer Vorrede von Edward Robinson. Leipzig 1852 (Digitalisat im MDZ)
- Kurmark und Kaukasus oder das Geheimniß. Erster und zweiter Theil. Aus dem Englischen übertragen von W. M. Drugulin. Grimma / Leipzig 1852 (= Europäische Bibliothek der neuen belletristischen Literatur, VI. Serie, Bände 75 und 76 bzw. Bände 575 und 576 [Wikisource])
- Fünfzehn Jahre. Ein Zeitgemälde aus dem vorigen Jahrhundert. 2 Bände. Leipzig 1868 (Band 1: archive.org – Band 2: Google Books)
- Gesammelte Novellen von Talvj. Nebst einer Auswahl bisher ungedruckter Gedichte und einer biographischen Einleitung. 2 Bände, Leipzig 1874 (Band 1 [Die Rache • Verfehlte Bestimmung • Menschliche Schwäche]: archive.org – Band 2 [Das vergebliche Opfer • Der Lauf der Welt • Ein Bild aus seiner Zeit • Anhang: Gedichte]: archive.org)

### Übertragungen
als Talvj
John Pickering: Über die indianischen Sprachen Amerikas. Leipzig 1834; archive.org.
als Ernst Berthold
Walter Scott: Der schwarze Zwerg. Erste Erzählung meines Wirths. Leipzig 1844; archive.org.
Walter Scott: Die Presbyterianer. Dritte Erzählung meines Wirths. Leipzig 1845; archive.org.